# 드미트리 우페르
드미트리 세르게예비치 우페르(러시아어: Дми́трий Серге́евич Уппер, 1978년 6월 27일~)는 카자흐스탄의 아이스하키 선수이다. 포지션은 센터로 스파르타크 모스크바, CSKA 모스크바, 바리스 아스타나 등의 콘티넨탈 하키 리그(KHL)의 클럽에서 활약했다. 카자흐스탄 국가대표팀의 일원으로도 활약하여 2006년 동계 올림픽에 출전했고 아시안 게임에서 금메달 2개를 획득했다.

## 클럽 경력
현재의 카자흐스탄의 외스케멘에 해당하는 우스트카메노고르스크에서 태어난 우페르는 아이스하키팀인 디나모 모스크바와 ShVSM 우스트카메노고르스크의 유소년팀에서 뛰었고 1997년에 토르페도 우스트카메노고르스크의 1군에 합류하면서 프로 아이스하키 선수 경력을 시작하였다. 우스트카메노고르스크 소속으로 76경기에 출전하여 26골을 넣고 23개의 어시스트를 기록, 1998년 IIHF 컨티넨탈컵에 참가했다. 이후 1999년에 러시아 슈퍼리그의 토르페도 니즈니노브고로드로 이적하였으며 한 시즌 동안 36경기에 출전하고 20점의 득점 포인트를 기록했다. 이후 같은 러시아 슈퍼리그 소속팀인 타타르스탄의 카잔을 연고로 한 아크 바르스 카잔으로 이적하여 1시즌 동안 21경기에 출전하여 5골을 기록하였다.
2001년부터 2003년까지는 스파르타크 모스크바에서 뛰었으며 94경기에 출전하여 23골을 넣었고 22개의 어시스트를 기록하였다. 이후 2003년에 CSKA 모스크바로 이적하였으며 2007년까지 4년간 뛰었다. 우페르는 CSKA 모스크바 소속으로 146경기에 출전하였고 54점의 득점 포인트를 기록하였다. 이후 2007년 후반기에 유라시아 대륙 통합 프로 아이스하키 리그인 콘티넨탈 하키 리그가 출범을 앞두고 다시 스파르타크 모스크바로 돌아갔다. 이후 2010년까지 스파르타크 모스크바에서 뛰었고 2010-2011 시즌부터 아틀란트 모스크바 오블라스트에서 뛰었다. 우페르는 그 시즌에 가가린컵 결승 진출에 기여했으나 살라바트 율라예프 우파에게 밀려 준우승에 머물렀다. 이후 2012년 5월에 바리스 아스타나와 계약을 맺었으며, 이적 시즌에 팀의 주장이 되었다. 이후 2015년까지 바리스 아스타나 소속으로 뛴 후 2016년에 은퇴했다.

## 국가대표팀 경력
1996년에 카자흐스탄 U-20 국가대표로 발탁되어 슬로베니아에서 열린 1996년 세계 주니어 선수권 대회 C풀에 참가하였고 대회 우승에 기여하여 B풀 승격을 도왔다. 1997년 우크라이나에서 열린 세계 주니어 선수권 대회 B풀에도 참가하여 카자흐스탄의 무패에 기여하며 A풀 승격을 도왔다. 이후 1998년에 핀란드에서 열린 세계 주니어 선수권 대회에 참가하여 7경기에 출전하여 1골을 넣었다. 카자흐스탄은 대회 7위를 기록하여 잔류에 성공했다.
이후 1999년 2월에 카자흐스탄 성인 국가대표팀에 발탁되어 대한민국 강원도에서 열린 1999년 동계 아시안 게임을 통해 성인 대표팀 데뷔를 하였다. 이 대회에서 카자흐스탄은 금메달을 획득하였다. 4월에는 덴마크에서 열린 세계 아이스하키 선수권 대회 B그룹에 카자흐스탄 국가대표로 참가하여 세계 선수권대회 데뷔를 하였다. 그는 이 대회에서 7경기 6골을 넣는 활약을 하였다. 이후 2000년에 프랑스에서 열린 2000년 세계 선수권 대회 B그룹에 참가하였다. 4년 후인 2004년에 다시 대표팀의 소집을 받고 4월에 체코에서 열린 세계 아이스하키 선수권 대회에 참가하였고 이듬 해 4월에 오스트리아에서 열린 세계 선수권 대회에도 참가하였다. 이후 2006년에 이탈리아의 토리노에서 열린 2006년 동계 올림픽에 카자흐스탄 국가대표팀의 부주장으로 참가하였으며, 5경기에 출전하여 스웨덴전에서 어시스트 1개를 기록했다. 이후 국가대표팀에 발탁되지 않다가 2011년에 자국 카자흐스탄의 아스타나와 알마티에서 열린 동계 아시안 게임을 통해 복귀하여 자국의 우승에 기여했다. 이후 그 해 4월에 우크라이나에서 열린 세계 선수권 대회 디비전1 B그룹에 참가하였고 팀의 승격에 기여했다. 2012년 5월에는 핀란드와 스웨덴에서 공동으로 개최한 세계 선수권 대회에 대표팀의 주장으로 참가하였으나 팀은 최하위를 기록하여 다시 디비전1로 강등되었다. 이후 2013년에는 2014년 동계 올림픽 예선과 헝가리에서 열린 세계 선수권 대회 디비전1 A그룹에 참가하여 우승을 차지했다. 2014년 5월에 벨라루스에서 열린 세계 선수권 대회에서는 부주장으로 참가했고 대회 최하위인 16위를 기록했다.

## 수상

### 국가대표팀
- 아시안 게임 금메달 (1999, 2011)